# Kyphosus vaigiensis
Kyphosus vaigiensis és una espècie de peix pertanyent a la família dels kifòsids.

## Descripció
- Pot arribar a fer 70 cm de llargària màxima (normalment, en fa 50).
- 10-11 espines i 13-15 radis tous a l'aleta dorsal i 3 espines i 12-14 radis tous a l'anal.
- És gris amb les aletes dorsal i caudal fosques.[3][4][5][6]

## Alimentació
Els exemplars de fins a 5 cm es nodreixen de petits crustacis. Els adults són carnívors durant l'estiu i la tardor, mentre que a l'hivern mengen Endarachne binghamiae.

## Hàbitat
És un peix marí, associat als esculls, oceanòdrom i de clima tropical (30°N-28°S) que viu entre 1 i 24 m de fondària.

## Distribució geogràfica
Es troba des del mar Roig i l'Àfrica oriental fins a la badia d'Algoa (Sud-àfrica), les illes Hawaii, les Tuamotu i l'illa de Rapa (illes Australs).

## Costums
És bentopelàgic.

## Observacions
És inofensiu per als humans i bo com a aliment.